# Monocouche
Une monocouche est un assemblage compact dit bidimensionnel constitué d'atomes, de molécules ou de cellules. Dans certains cas, on parle de monocouche auto-assemblée ou SAM, de l'anglais self-assembled monolayer.

## Chimie
Une monocouche (de Langmuir) ou monocouche insoluble est un assemblage d'un composé organique insoluble d'une seule molécule d'épaisseur étalée à la surface d'une solution aqueuse. Traditionnellement, ces composés sont des molécules amphiphiles possédant une "tête polaire" hydrophile et une "queue" hydrophobe : la tête polaire se trouve dans la phase aqueuse tandis que la queue hydrophobe se place à l'interface air-eau (voir monocouche lipidique). Depuis les années 1980, un grand nombre de composés différents ont été employés dont des composés semi-amphiphiles et des polymères. Les monocouches de Langmuir sont particulièrement étudiées pour la fabrication de films de Langmuir-Blodgett qui sont préparés en transférant la monocouche sur un substrat solide.
Une monocouche de Gibbs ou monocouche soluble est une monocouche formée par un composé soluble dans l'une des phases et se forme à l'interface entre les phases.

### Phases d'une monocouche

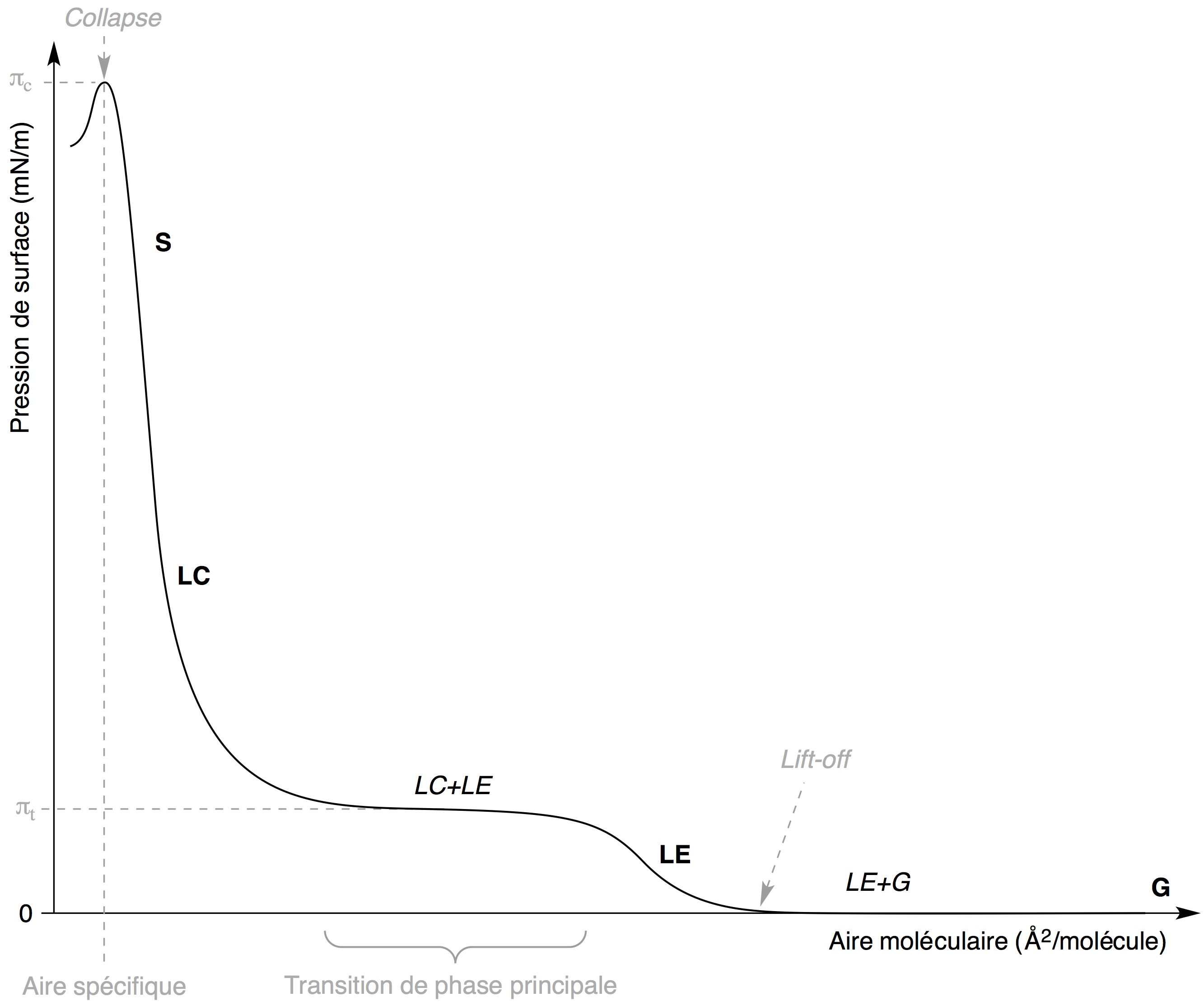
Exemple d'isotherme de compression : G, LC, LE et S représentent les phases ; les éléments remarquables sont indiqués en gris ; π_{t} et π_{c} sont, respectivement, les pressions de surface pour la transition de phase principale et le collapse.

Une monocouche peut être comprimée en modifiant la surface disponible par l'action d'une barrière mobile dans une balance de Langmuir. Si l'on mesure la tension superficielle durant la compression, on obtient un isotherme de compression (ci-contre) qui montre la variation de la pression de surface π, en mN/m, en fonction de l'aire moléculaire (en Å2/molécule). Ceci est équivalent à ce que l'on observe dans un modèle en trois dimensions : la pression varie en fonction du volume.
Plusieurs phases peuvent être détectées et sont séparées par des transitions de phase durant lesquelles la pression de surface ne change pas alors que l'aire moléculaire augmente ou diminue. C'est également ce que l'on observe en trois dimensions dans les transitions de phase normales avec un volume qui change alors que la pression reste stable.
Les phases bidimensionnelles sont, dans l'ordre croissant de pression de surface :
- La phase gazeuse (G) : il y a peu de molécules par unité de surface et il y a peu d'interactions entre elles ;
- La phase liquide expansé (LE) ;
- La phase liquide condensé (LC) ;
- La phase solide (S) ;

et, parfois, une phase dite cristalline qui englobe les phases liquide-condensé et solide (LC+S).
Si l'on comprime la phase solide, on arrive à un point où les molécules de la monocouche ne peuvent plus se réarranger les unes par rapport aux autres pour absorber l'excès de pression ce qui entraîne la destruction de la monocouche, appelée le collapse : certaines parties de la monocouche vont former des micelles, des multicouches, des liposomes qui passent dans la phase aqueuse. On utilise un autre anglicisme, le lift-off (littéralement "décollage"), pour désigner l'aire moléculaire pour laquelle on observe la première hausse de pression de surface.

## Biologie
Les monocouches sont fréquemment rencontrées en biologie. Par exemple, une micelle est une monocouche sphérique et une bicouche lipidique (dans les membranes cellulaires) est techniquement un assemblage de deux monocouches. On les retrouve aussi chez certaines archées.

### Culture cellulaire
En culture cellulaire, une monocouche décrit la structure formée par des cellules qui ne croissent pas dans toutes les directions mais uniquement les unes à côté des autres. On obtient alors une couche d'une seule cellule d'épaisseur.

## Méthodes d'analyse
Une monocouche n'est constituée que d'une seule molécule/cellule d'épaisseur, ce qui est négligeable par rapport à l'épaisseur de la sous-phase aqueuse. Il est donc très difficile d'appliquer directement les méthodes d'analyses courantes. Cependant, plusieurs techniques ont été développées pour l'analyse des monocouches.
| Méthode physique                                                                  | Information obtenue                                                                                                 |
| Isotherme de compression                                                          | Thermodynamique de la surface, aires moléculaires, transitions de phase                                             |
| Viscosité de surface                                                              | Viscoélasticité |
| Ellipsométrie                                                                     | Constantes optiques du film, transitions de phase                                                                   |
| Microscopie de fluorescence                                                       | Organisation des domaines d'espèces marquées, observation des domaines                                              |
| Microscopie à l'angle de Brewster                                                 | Structure des microdomaines et distribution de leurs tailles                                                        |
| Réflexion des rayons-X                                                            | Ordre moléculaire dans le plan, orientation des molécules, transitions de phase                                     |
| Génération de la fréquence somme                                                  | Ordre conformationnel des chaînes                                                                                   |
| Génération de seconde harmonique                                                  | Ordre conformationnel des chaînes                                                                                   |
| Spectroscopie infrarouge de réflexion-absorption à modulation de phase (PM-IRRAS) | Conformation et orientation des chaînes, structure secondaire des protéines et orientation des groupes fonctionnels |